# Cam Newton
Cameron Jerrell „Cam“ Newton (* 11. Mai 1989 in Atlanta, Georgia) ist ein ehemaliger US-amerikanischer American-Football-Spieler auf der Position des Quarterbacks. Von 2011 bis 2019 und 2021 spielte er in der National Football League (NFL) für die Carolina Panthers. In der Saison 2020 spielte er für die New England Patriots.
Er gewann im College Football mit der Auburn University in der Saison 2010 die nationale Meisterschaft der National Collegiate Athletic Association (NCAA) und wurde in dieser Spielzeit mit der Heisman Trophy für den besten Hochschulspieler ausgezeichnet.
Mit den Panthers erreichte er in der Saison 2015 den Super Bowl 50, den sie jedoch gegen die Denver Broncos verloren. Zudem wurde Newton in jener Saison als Most Valuable Player (MVP) ausgezeichnet.

## Karriere

### College
Cam Newton wurde 1989 in Atlanta geboren und spielte in den Jahren 2007 und 2008 in insgesamt sechs Spielen als Quarterback für die Florida Gators, die College-Football-Mannschaft der University of Florida. Aufgrund einer Verletzung kam er in der Saison 2008, die für die Florida Gators mit dem Gewinn der nationalen Meisterschaft endete, jedoch nur im Eröffnungsspiel zum Einsatz. Nachdem er aufgrund des Diebstahls eines Notebooks auf unbestimmte Zeit suspendiert worden war, wechselte er Anfang 2009 an das kleinere Blinn College in der texanischen Stadt Brenham, mit deren Footballteam er noch im selben Jahr die Landesmeisterschaft der National Junior College Athletic Association gewann.
Im September 2010 wechselte er an die Auburn University und spielte für deren Footballteam Auburn Tigers wieder in der Bowl Subdivision der NCAA. Mit ihm blieb die Mannschaft in dieser Saison ungeschlagen und gewann den Titel der Southeastern Conference (SEC). Darüber hinaus errangen die Tigers mit dem Sieg im BCS National Championship Game am 10. Januar 2011 gegen die Oregon Ducks der University of Oregon auch die nationale Collegemeisterschaft. Für seine Leistungen während dieser Spielzeit erhielt er unter anderem die Heisman Trophy, den Maxwell Award und den Walter Camp Award jeweils als bester College-Football-Spieler sowie den Davey O’Brien Award und den Manning Award jeweils als bester Quarterback im College Football. Er war damit nach Pat Sullivan und Bo Jackson der dritte Heisman-Gewinner in der Geschichte der Auburn University. Darüber hinaus wurde er von mehreren Sportredaktionen zum All-American gewählt.
Aufgrund von Vorwürfen, dass sein Vater Cecil bei Gesprächen mit Vertretern der Mississippi State University illegale Barzahlungen im Gegenzug für eine Verpflichtung seines Sohnes bei den Mississippi State Bulldogs verlangt habe, gab es allerdings anhaltende Kontroversen um die Spielberechtigung von Cam Newton und damit um die Rechtmäßigkeit seiner Auszeichnungen und seiner sportlichen Erfolge.
Newtons Hauptfach im Studium war Soziologie. Er holte das vierte Jahr seiner Hochschulausbildung ab 2014 nach und schloss das Fach 2015 ab.

### NFL

#### 2011: Die Nummer 1
Im NFL Draft 2011 wurde Newton Ende April als erster Spieler von den Carolina Panthers ausgewählt, mit denen er am 29. Juni 2011 einen Vierjahresvertrag abschloss. Seine noch im College getragene Rückennummer 2 musste Newton wechseln, da in Carolina Jimmy Clausen, im Draft des Vorjahres als Quarterback verpflichtet, die 2 nicht hergeben wollte. Newton wählte die Nummer 1. Vor dem Start zur Saison 2011 ernannte Head Coach Mike Shula Newton vor Clausen und Derek Anderson zum Starting Quarterback.

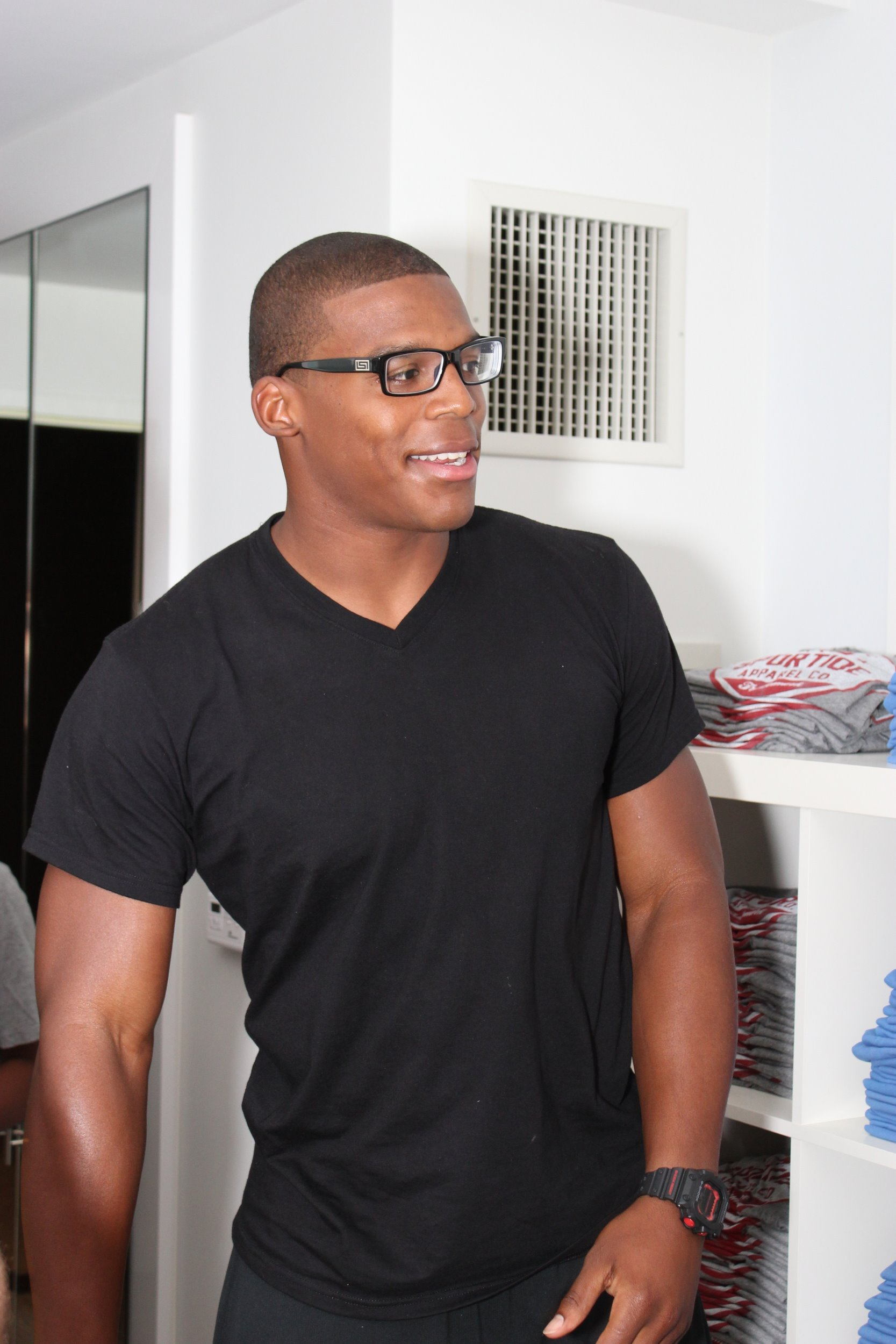
Newton 2011

Newton wurde in Carolina sofort zum Leistungsträger. Bei seinem Debüt am 11. September 2011 verloren die Panthers zwar 21:28 bei den Arizona Cardinals, Newton gelangen jedoch zwei Touchdownpässe sowie ein erlaufener Touchdown. Je einen Pass- und Lauftouchdown verbuchte er auch in der Folgewoche bei der 23:30-Niederlage gegen die Green Bay Packers. Seinen ersten Sieg als Profi feierte Newton am dritten Spieltag, als er die Panthers zu einem 16:10-Heimsieg gegen die Jacksonville Jaguars führte. Newtons Rookiesaison beendeten die Panthers mit einer 6:10-Siegbilanz und belegten in der Southern Division der National Football Conference (NFC) den zweitletzten Platz.

#### 2012–2014: Auf und Ab
Auch im Jahr darauf verpassten die Panthers trotz leicht besserer 7:9-Siegbilanz die Play-offs. Newton zeigte sich gegenüber seinem ersten Profijahr in zahlreichen Statistiken verbessert. In der Saison 2013 machte sich eine neuerliche Steigerung auch bei den Resultaten bemerkbar: Die Panthers gewannen zwölf ihrer 16 Saisonspiele und erreichten die Play-offs, wobei sie in der ersten Runde gar ein Freilos genossen und direkt in der Divisional Round einstiegen. Überraschend unterlagen sie dort aber zuhause den San Francisco 49ers mit 10:23. Newton wurde nach der Saison erstmals zum Pro Bowl eingeladen.
Die Saison 2014 war von Verletzungen geprägt. Nachdem sich Newton im Frühling die Seitenbänder am Sprunggelenk hatte operieren lassen, verpasste er den Großteil der Vorbereitung. In einem Testspiel im August gegen die New England Patriots erlitt er bei einem Tackle eine Rippenverletzung, die ihn für das erste Saisonspiel außer Gefecht setzte. Als er ab der zweiten Partie zurückkehrte, zeigte er einige seiner bislang besten Auftritte im Dress der Panthers. Höhepunkt war ein 41:10-Sieg gegen die Divisionsrivalen New Orleans Saints, bei dem er drei Touchdowns warf und einen erlief.
Zwei Tage nach dem Spiel gegen die Saints, am 9. Dezember, war Newton in einen schweren Autounfall verwickelt. Auf einer Kreuzung in der Nähe des Bank of America Stadiums nahm ihm eine Fahrerin die Vorfahrt und rammte dessen Auto. Als sich dieses mehrfach überschlug, zog sich Newton einen Bruch zweier Rückenwirbel zu. Er verpasste dadurch jedoch nur ein Spiel. Zwölf Tage nach dem Crash stand Newton wieder auf dem Feld und führte die Panthers mit zwei wichtigen Siegen zum Saisonabschluss erneut in die Play-offs. Nach einem Heimsieg in der Wild-Card-Runde gegen die Arizona Cardinals unterlagen die Panthers den Seattle Seahawks auswärts 17:31 und schieden aus.

#### 2015–2016: Super Bowl und Rekord
In der Saison 2015 blieben die Panthers bis zum zweitletzten Spieltag ungeschlagen – erst eine 13:20-Niederlage bei den Atlanta Falcons stoppte Newton auf seinem Weg zu einer perfekten Saison. Die Siegbilanz von 15:1 bedeutete trotzdem Clubrekord. In den Play-offs dagegen waren die Panthers nicht zu bezwingen, und nach Siegen gegen die Seattle Seahawks und die Arizona Cardinals erreichte Carolina den Super Bowl gegen die Denver Broncos. Es war nach dem Super Bowl XXXVIII (2004) die zweite Endspielteilnahme des Teams aus Charlotte, damals unterlag es knapp den New England Patriots.
Newton wurde für die Leistungen während der Saison 2015 zum Most Valuable Player (MVP), Offensive Player of the Year, All-Pro sowie in den Pro Bowl gewählt. Auch im jährlichen Ranking der 100 besten Spieler, erhoben durch das NFL Network mit einer Umfrage bei Spielern und Trainern der Liga, wurde Newton zum besten Spieler der Saison gewählt.
Auf ihrem Weg zum Finale waren die Panthers ihren Gegnern teilweise so überlegen gewesen, dass sie noch vor Spielende für Siegerfotos posierten. Entsprechend gingen sie als Favoriten in das Endspiel. Allerdings zeigten sich die Gegner aus Denver gut auf Newtons starke Offensive eingestellt, und so waren es die Verteidigung der Broncos und allen voran Super Bowl MVP Von Miller, die das Spiel dominierten. Newton erlitt sechs Sacks, ließ zwei Bälle fallen und warf eine Interception; die Panthers verloren die Partie klar mit 10:24. Bei der anschließenden Pressekonferenz zeigte sich Newton wortkarg und missmutig, was ihm zahlreiche Kritiker als mangelnden Sportsgeist auslegten.
Vier Monate nach der Niederlage im Super Bowl einigten sich Newton und die Panthers am 2. Juni 2016 auf eine Vertragsverlängerung bis zum Ende der Saison 2020. Der neue Vertrag brachte Newton 103,8 Millionen US-Dollar ein.
Am ersten Spieltag der Saison 2016, bei dem es gleich wieder gegen die Broncos ging, brach Newton Steve Youngs NFL-Rekorde für die meisten erlaufenen Touchdowns eines Quarterbacks (44) und die meisten Spiele eines Quarterbacks mit einem Touchdown im Lauf- und im Passspiel (32). In diesem Spiel wurde Newton mehrfach rüde von den Verteidigern der Broncos attackiert, doch selbst Tackles gegen den Kopf des Quarterbacks blieben unbestraft. Vielmehr kritisierten hinterher vereinzelte Medien, Newton hätte wegen einer möglichen Gehirnerschütterung nicht aufs Feld zurückkehren dürfen. Auch in Folgespielen wurde Newton teilweise überhart angegangen. Er warf den Schiedsrichtern öffentlich vor, dass diese ihn zu wenig schützten, und verlangte eine Aussprache mit dem Commissioner der NFL, Roger Goodell. Als Newton am 2. Oktober im Spiel gegen die Atlanta Falcons eine Gehirnerschütterung erlitt, fiel er für den Rest des Spiels sowie eine weitere Partie aus.
Beim Auswärtsspiel bei den Seattle Seahawks am 4. Dezember musste Newton während der ersten Angriffsserie der Panthers auf der Ersatzbank Platz nehmen und durfte erst für die zweite aufs Feld. Grund für die Sanktion durch Head Coach Ron Rivera war ein Verstoß gegen die Kleidervorschriften des Teams: Newton hatte zwei Tage zuvor auf dem Flug nach Seattle keine Krawatte getragen.
Im Jahr nach der Teilnahme am Super Bowl verpassten die Panthers mit ihrer 6:10-Siegbilanz die Play-offs klar.

#### 2017–2021: Verletzungssorgen und Entlassung
Ende März 2017 musste Newton wegen einer angerissenen Rotatorenmanschette die Schulter seines rechten Wurfarms operieren lassen und verpasste wie 2014 einen Teil der Saisonvorbereitung. Trotzdem absolvierte er in der Saison 2017 alle 16 Spiele und führte die Panthers mit 11:5 Siegen in die Play-offs. In der ersten Runde unterlagen sie den Divisionsrivalen New Orleans Saints knapp mit 26:31.
Während einer Pressekonferenz am 4. Oktober in Charlotte wurde er von einer Journalistin des Charlotte Observer zu Passrouten befragt. Newton antwortete mit der Bemerkung, es sei witzig, von Frauen zu Passrouten befragt zu werden, ehe er konkret auf die Frage einging. Wegen der flapsigen Einleitung sah sich Newton dem Vorwurf des Sexismus ausgesetzt. Sein persönlicher Sponsor Danone beendete die Zusammenarbeit tags darauf. In einer Videobotschaft entschuldigte sich Newton für die Bemerkung.
In die Saison 2018 starteten Newton und die Panthers mit sechs Siegen in den ersten acht Spielen. Höhepunkt war die Partie am 21. Oktober, als Carolina auswärts beim aktuellen Super-Bowl-Sieger, den Philadelphia Eagles, einen 0:17-Rückstand vor dem letzten Spielviertel dank zweier Touchdownpässe Newtons noch drehte und 21:17 gewann. Es war das größte Comeback in der Geschichte der Panthers.
In der zweiten Saisonhälfte machte sich jedoch Newtons rechte Schulter wieder bemerkbar. Der Quarterback konnte den Ball in der Folge kaum noch weit werfen, die Panthers verloren sieben Spiele in Serie und fielen sogar vorzeitig aus dem Rennen um einen Platz in den Play-offs. Für die letzten beiden Partien der Saison, gegen die Atlanta Falcons und bei den New Orleans Saints, wurde Newton nicht mehr eingesetzt. Ohne ihn gewannen die Panthers wenigstens das abschließende, aber bedeutungslose Spiel in New Orleans und verabschiedeten sich mit einer 7:9-Bilanz in die Saisonpause.
Am 24. Januar 2019 unterzog sich Newton einer neuerlichen Schulteroperation.
In einer Umfrage des Sportportals The Athletic unter 85 NFL-Verteidigern, veröffentlicht am 22. Januar 2019, wurde Newton zum meistunterschätzten Quarterback der Liga gewählt.
Im dritten Vorbereitungsspiel zur Saison 2019 gegen die New England Patriots erlitt Newton eine Verletzung im linken Fuß. Er verpasste die wichtigen letzten Trainingstage vor dem Saisonstart zwei Wochen später. Im zweiten Saisonspiel gegen die Tampa Bay Buccaneers brach die Verletzung wieder auf, und die Panthers verloren nach dem Auftaktspiel auch diese Partie. Nun diagnostizierten die Teamärzte eine Fraktur des Mittelfußknochens, wobei Newton gestand, dass er diese vor den beiden Spielen vor dem Team geheim gehalten habe, um beim Saisonstart eingesetzt werden zu können. In der Folge wurde er durch Kyle Allen ersetzt, der Newton schon zum Ende der vorherigen Saison in einem Spiel vertreten hatte, während Newton diesmal so viel Zeit wie nötig gewährt werden sollte, um die Verletzung auszukurieren. Mit Allen als Spielmacher gewannen die Panthers vier der darauffolgenden fünf Spiele.
Am 5. November setzten die Panthers Newton auf die Injured Reserve List. Er war damit bis zum Ende der Regular Season 2019 nicht mehr spielberechtigt. Am 24. März 2020 wurde er entlassen.
Am 28. Juni 2020 unterschrieb er einen Einjahresvertrag mit einem Wert von bis zu 7,5 Millionen US-Dollar bei den New England Patriots.
In der Saison 2020 erzielte Newton 12 erlaufene Touchdowns für die New England Patriots, die meisten eines Quarterbacks in der Saison 2020.
Für die Saison 2021 unterschrieb er einen neuen Einjahresvertrag mit den Patriots, jedoch wurde er im Rahmen der finalen Kaderverkleinerung entlassen. Am 11. November 2021 unterschrieb er einen Einjahresvertrag bei den Carolina Panthers, nachdem sich der bisherige Starting Quarterback Sam Darnold verletzte.

## Stil
Die Verpflichtung von Newton durch die Panthers im Draft 2011 löste bei den Fans kontroverse Diskussionen aus. Die Vorwürfe aus Collegezeiten verfolgten Newton weit in seine Profikarriere hinein. Zudem hatte Newton im Vorfeld des Drafts mit der Aussage für Aufruhr gesorgt, er sehe sich selbst nicht nur als Footballer, sondern als Entertainer und Stilikone. Etwa entwickelte er für seine Einträge in den sozialen Medien eine eigene Schrift.
Tatsächlich fiel Newton in Carolina bald durch extravagante Auftritte auf. Zu Pressekonferenzen erschien er in der Regel auffällig gekleidet. So trug er schon einen Fuchsschwanz an der Hüfte oder Guccihosen mit Zebramuster. 2017 gab der kalifornische Huthersteller Nick Fouquet an, dass er Newton wöchentlich ein Exemplar seiner Hüte liefern lasse, die dieser dann bei öffentlichen Auftritten trägt. Auch sorgten seine ausgefallenen Jubelposen gelegentlich für Kritik.
Andererseits war es Newton, der dem Dab als Jubel in der Sportwelt weit über American Football hinaus Popularität verlieh. Zudem machte er es zur Tradition, den Spielball nach einem Touchdown an ein Kind oder einen Jugendlichen in Fankleidung der Panthers im Stadion zu verschenken. Mit seiner Stiftung Cam Newton Foundation unterstützt er ebenfalls Kinder und Jugendliche.
Auf dem Spielfeld ist Newton ein so genannter Dual-Threat Quarterback, dessen Stärke und Unberechenbarkeit es ist, sowohl über einen starken Wurfarm für präzise, weite Pässe als auch die läuferischen Fähigkeiten zu verfügen, selbst Raumgewinn zu erlaufen. Seine 58 erzielten Lauf-Touchdowns (Stand: Ende Saison 2019) sind Bestmarke in der NFL, mit 4.806 erlaufenen Yards (Stand: Ende Saison 2019) ist Newton hinter den längst zurückgetretenen Michael Vick und Randall Cunningham die Nummer 3. Ein Bestwert sind auch die 14 Lauftouchdowns, die er in seiner Rookiesaison 2011 erzielte.

## Privates
Newton ist der Sohn von Cecil Newton Senior, der von 1983 bis 1984 als Safety bei den Dallas Cowboys unter Vertrag stand, es aber zu keinem Einsatz in der NFL schaffte. Sein älterer Bruder Cecil Newton Junior, Jahrgang 1986, spielte von 2006 bis 2012 in der NFL, zuletzt für die Baltimore Ravens. Sein jüngerer Bruder Caylin Newton, Jahrgang 1999, ist Quarterback im Footballteam der Howard University und frühestens 2021 berechtigt, sich dem NFL Draft zu stellen.
Von 2013 bis 2019 war Newton mit dem Model Kia Proctor liiert. Das Paar hat vier gemeinsame Kinder (* 2015, 2017, 2018, 2019). Zudem hat Newton einen 2019 geborenen Sohn mit dem Model La Reina Shaw.
Newton bezeichnete sich einst als Pescetarier. Im März 2019 gab er bekannt, sich vegan zu ernähren.